# Voyelle pré-fermée centrale non arrondie
La voyelle pré-fermée (ou fermée inférieure, ou haute inférieure) centrale non arrondie est une voyelle utilisée dans certaines langues. Elle n’a pas de symbole propre dans l'alphabet phonétique international mais peut être représenté à l’aide de combinaisons de symboles [ɪ̈] ou [ɨ̞], voire [ɪ̠] ou [ɘ̝], et son équivalent en symbole X-SAMPA est I\.  Les symboles non standards iota barré ‹ ᵼ › ou petite capitale i barré ‹ ᵻ › sont parfois utilisés pour la représenter.

## Caractéristiques
- Son degré d'aperture est haut inférieur, ce qui signifie que la position de la langue est proche de celle d'une voyelle haute, mais légèrement moins resserrée.
- Son point d'articulation est central, ce qui signifie que la langue est placée au milieu de la bouche, à mi-chemin entre une voyelle postérieure et une voyelle antérieure.
- Son caractère de rondeur est non arrondi, ce qui signifie que les lèvres ne sont pas arrondies.

## Langues
- Afrikaans[1] : kind [kɪ̈nt] « enfant »
- Russe[2] : variante de la voyelle /ɨ/, uniquement dans les syllabes sans accent tonique
  - дыра [dɪ̈ˈra] « trou »
  - сэкономить [sɪ̈kʌˈnomʲɪtʲ] « économiser »